# لشکر ۳۴ پیاده (ایالات متحده آمریکا)
لشکر ۳۴ پیاده (انگلیسی: 34th Infantry Division) لشکر پیاده‌نظام نیروی زمینی ایالات متحده آمریکا است، که در سال ۱۹۱۷ تأسیس شد.
لشکر ۳۴ پیاده بخشی از گارد ملی ارتش است که در جنگ جهانی اول، جنگ جهانی دوم و چندین درگیری فعلی شرکت داشت. این یگان اولین لشکر آمریکایی بود که در جنگ جهانی دوم به اروپا اعزام شد و در آنجا در نبرد ایتالیا جنگید.
این لشکر در سال ۱۹۴۵ غیرفعال شد و لشکر ۴۷ پیاده «وایکینگ» بعداً در منطقه سابق این لشکر ایجاد شد. در سال ۱۹۹۱، لشکر ۴۷ به لشکر ۳۴ تغییر نام داد. از سال ۲۰۰۱، سربازان این لشکر در وظایف امنیت داخلی در ایالات متحده، افغانستان و عراق خدمت کرده‌اند. لشکر ۳۴ همچنین برای حمایت از تلاش‌های حفظ صلح در یوگسلاوی سابق و جاهای دیگر مستقر شده است.
لشکر ۳۴ پیاده امروز نیز به خدمت خود ادامه می‌دهد و بیشتر اعضای آن بخشی از گارد ملی مینه‌سوتا و آیووا هستند. در سال ۲۰۱۱، تقریباً ۶۵۰۰ سرباز از گارد ملی مینه‌سوتا، ۲۹۰۰ سرباز از گارد ملی آیووا، حدود ۳۰۰ سرباز از گارد ملی نبراسکا و حدود ۱۰۰ سرباز از ایالت‌های دیگر در آن مشغول به کار بودند.